# GOLDEN J-POP/THE BEST 天地真理
『GOLDEN J-POP/THE BEST 天地真理』（ゴールデン・ジェイポップ / ザ・ベスト あまちまり）は、天地真理のベスト・アルバム。1998年11月21日発売。発売元はSMEJ。規格品番はSRCL-4401。

## 解説
1990年代後半に複数タイトルが発売されて以降シリーズ化した「ゴールデン・J-ポップ」の天地真理編である。CD-DA2枚組。音源はSBM（SuperBitMapping）という、ソニーが持つ技術のフォーマットでリマスタリング収録された。SBM（SuperBitMapping）については、CD帯や歌詞ブックレットの巻末で解説がなされている。
ほかに同期歌手として三人娘と呼ばれた南沙織の『GOLDEN J-POP/THE BEST 南沙織』（SRCL-4414/5）が同時発売されている。

## 収録曲
1. 水色の恋（3分3秒）[1]
  - 作詞: 田上えり、作曲: 田上みどり、補作曲: 森岡賢一郎、編曲: 森岡賢一郎
2. 涙から明日へ（2分53秒）
  - 作詞: 小谷夏、作曲: 山下毅雄、編曲: 馬飼野俊一
3. 風を見た人（2分56秒）
  - 作詞: 安井かずみ、作曲: 村井邦彦、編曲: 森岡賢一郎
4. ちいさな恋（3分26秒）
  - 作詞: 安井かずみ、作曲: 浜口庫之助、編曲: 馬飼野俊一
5. ひとりじゃないの（3分35秒）
  - 作詞: 小谷夏、作曲: 森田公一、 編曲: 馬飼野俊一
6. 虹をわたって（3分8秒）
  - 作詞: 山上路夫、作曲: 森田公一、編曲: 馬飼野俊一
7. ふたりの日曜日（3分14秒）
  - 作詞: 山上路夫、作曲: 平尾昌晃、編曲: 竜崎孝路
8. 若葉のささやき（3分3秒）
  - 作詞: 山上路夫、作曲: 森田公一、編曲: 竜崎孝路
9. 恋する夏の日（2分59秒）
  - 作詞: 山上路夫、作曲: 森田公一、編曲: 馬飼野俊一
10. 花ひらくとき（2分58秒）
  - 作詞: 山上路夫、作曲: 森田公一、編曲: 馬飼野俊一
11. 空いっぱいの幸せ（2分58秒）
  - 作詞: 山上路夫、作曲: 森田公一、編曲: 竜崎孝路
12. もの想う季節（3分24秒）
  - 作詞: 山上路夫、作曲: 森田公一、編曲: 馬飼野俊一
13. 恋人たちの港（3分1秒）
  - 作詞: 山上路夫、作曲: 森田公一、編曲: 竜崎孝路
14. 爽やかなあなた（3分8秒）
  - 作詞: 山上路夫、作曲: 森田公一、編曲: 竜崎孝路
15. 恋と海とTシャツと（2分38秒）
  - 作詞: 安井かずみ、作曲: 森田公一、編曲: 竜崎孝路
16. 花嫁の友だち（2分55秒）
  - 作詞: 安井かずみ、作曲: 森田公一、編曲: 竜崎孝路
17. 想い出のセレナーデ（3分37秒）
  - 作詞: 山上路夫、作曲: 森田公一、編曲: 竜崎孝路
18. 木枯らしの舗道（3分26秒）
  - 作詞: 山上路夫、作曲: 森田公一、編曲: 穂口雄右
19. 愛のアルバム（3分18秒）
  - 作詞: 山上路夫、作曲・編曲: 森田公一
20. 初めての涙（3分46秒）
  - 作詞: 安井かずみ、作曲: 宮川泰、編曲: 森岡賢一郎
21. さよならこんにちわ（2分40秒）
  - 作詞: 山口洋子・安井かずみ、作曲・編曲: 筒美京平
22. 夢ほのぼの（3分18秒）
  - 作詞: 橋本淳、作曲: 小林亜星、編曲: 森岡賢一郎
23. 童話作家（3分32秒）
  - 作詞・作曲: さだまさし、編曲: 船山基紀